# موسى بن أعين
موسى بن أعين أحد رواة الحديث النبوي، هو أبو سعيد موسى بن أعين الحراني، روى عن عطاء بن السائب وليث وعبد الكريم الجزري والأعمش وعبد الله بن محمد بن عقيل ومطرف بن طريف ويزيد بن أبي زياد ومعمر وجماعة، وروى عنه إسماعيل بن عبد الله بن سماعة وأحمد بن أبي شعيب وعبد الغفار بن داود وسعيد بن حفص النفيلي وقرابته أبو جعفر النفيلي ويحيى بن يحيى وجماعة، وثقه أبو حاتم الرازي وغيره توفي سنة 177 هـ.